# Omomiłek czarny
Omomiłek czarny (Cantharis obscura) – gatunek chrząszcza z rodziny omomiłkowatych i podrodziny Cantharinae.

## Taksonomia

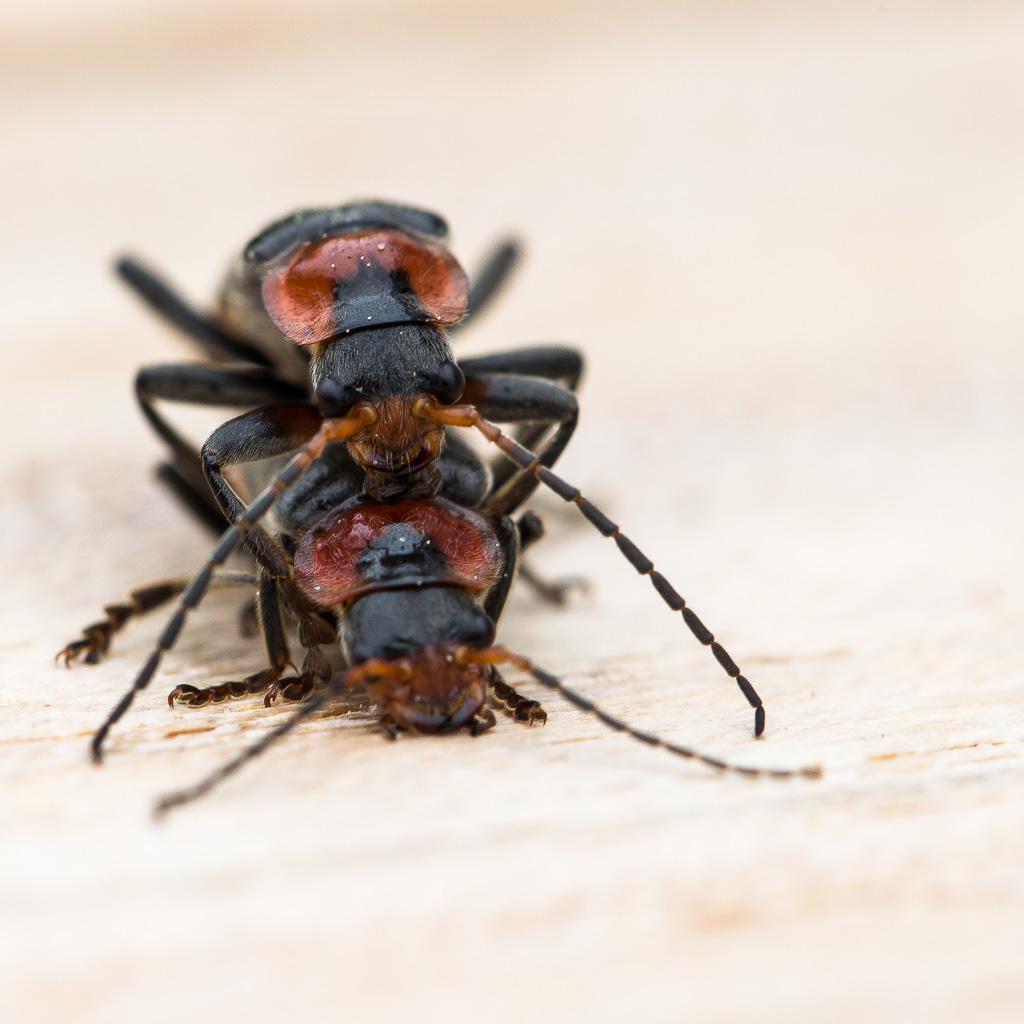
Kopulująca parka

Gatunek ten opisany został po raz pierwszy w 1758 roku przez Karola Linneusza.

## Morfologia
Chrząszcz o wydłużonym ciele długości od 8,5 do 13 mm. Głowę ma czarną z żółtymi do rudożółtych żuwaczkami i policzkami, w związku z czym czerń osiąga jej przednią krawędź. Czułki cechują się członem drugim znacznie dłuższym niż szerokim, długością dorównującym ¾ członu trzeciego. U obu płci człony drugi i trzeci są niepogrubione. Przedplecze jest szersze niż dłuższe, o wypukłej krawędzi przedniej, zaokrąglonych kątach przednich, zaokrąglonych brzegach bocznych i niewystających kątach tylnych. Ubarwienie ma czarne z żółtymi do czerwonych brzegami bocznymi; barwa czarna zawsze dochodzi do brzegów przedniego i tylnego. Pokrywy są całkiem czarne, porośnięte jednorodnym owłosieniem. Odnóża są całe czarne. Wyłącznie pazurki tylnych stóp z ząbkiem u podstawy. Genitalia samca odznaczają się edeagusem o tarczce grzbietowej z równoległymi brzegami bocznymi i lekko tylko wykrojoną krawędzią wierzchołkową oraz paramerami wykraczającymi poza tarczkę.

## Ekologia i występowanie
Owad ten rozmieszczony jest od nizin po regiel górny. Zasiedla lasy, zarośla, parki i ogrody, preferując świetliste lasy i skraje lasów. Bytuje w runie i na drzewach. Osobniki dorosłe obserwuje się od kwietnia lub maja do czerwca lub lipca. Najliczniej w maju i czerwcu. W skład diety imagines wchodzą młode liście dębu i kwiaty drzew owocowych, przez co bywają notowane jako szkodniki.
Gatunek palearktyczny. W Europie wykazany z Albanii, Austrii, Belgii, Białorusi, Bośni i Hercegowiny, Bułgarii, Czech, Estonii, Finlandii, Francji, krajów byłej Jugosławii, Litwy, Luksemburgu, Niemiec, Norwegii, Polski, całej europejskiej Rosji, Słowacji, Szwajcarii, Szwecji, Ukrainy, Węgier, Wielkiej Brytanii i Włoch. Ponadto gatunek zamieszkuje Syberię od Uralu po Władywostok.